# Styphlolepis squamosalis
Styphlolepis squamosalis là một loài bướm đêm trong họ Crambidae.